# Unipublic
Unipublic è un'agenzia organizzatrice di eventi che appartiene all'ASO. Organizza e gestisce vari tipi di eventi, in particolare quelli a carattere sportivo. È conosciuta prevalentemente per la sua attività nel ciclismo.

## Storia
Fondata nel 1975, Unipublic si specializzò immediatamente nell'organizzazione di eventi sportivi di grande caratura, ottenendo nel contempo il diritto delle trasmissioni sportive di TVE, sia a livello nazionale sia a livello internazionale, in particolare la ginnastica ritmica, lo sci, il ciclismo e la pallacanestro. Successivamente, nel 1983, svolse un ruolo chiave nella nascita della Liga ACB acquistando poi, nel 1987, la proprietà della sezione cestistica dell'Espanyol. La compagine catalana disputò la stagione 1987-1988 con il nome originario per poi cambiarlo, dalla stagione successiva in CB Unipublic e Ifa Gruppo Barcelona. Al termine della stagione 1988-1989 l'Espanyol con i Granollers, giocando come Ifa Granollers Group e Granollers. Nel contempo diede vita al creato il Club de Atletismo Larios, sei volte campione d'Europa.
I diritti degli eventi calcistici e ciclistici sono poi stati oggetto di una lunga lotta tra la TVE e le prime emittenti private in Spagna. In questo contesto Unipublic crebbe e sviluppò i mezzi per mantenere la loro posizione.
Nel 2005 Antena 3 ha acquistato l'agenzia, che da allora ha continuato ad espandersi.
Nel 2008 l'ASO, l'ente organizzatore, tra le altre manifestazioni da esso gestito, del Tour de France, ha acquistato il 49% di Unipublic per poi, nel 2014, diventarne proprietario al 100%, risultando attualmente come il suo unico azionista.

## Corse ciclistiche organizzate
- Vuelta a España
- Clásica de Almería